# Иван Герджиков (политик)
Вижте пояснителната страница за други личности с името Иван Герджиков.
Иван Павлов Герджиков е български финансист, юрист, политик и общественик.

## Биография
Роден е през 1844 г. в Копривщица. Произхожда от богато бегликчийско семейство. Първоначално учи в копривщенското училище при Георги Груев. Когато брата на Георги, Йоаким Груев е нает за учител в Епархийското училище в Пловдив, заминава заедно с него да продължи учението си там. Завършва като финансист Търговската гимназия в Белград. След това открива кантора в Цариград. През 1869 г. е избран за председател на Българското братско дружество. Сред основателите е на „Българско читалище“ и подпомага отпечатването и разпространението на български книги в Цариград. Около 1870 г. се установява в Пловдив. През 1872 г. става първият председател на българското кредитно-финансово дружество „Пчела“. От 1873 г. е касиер на „Българско читалище“.
След Освобождението е член-секретар на Пловдивския градски съвет, а от 1882 до 1884 г. – председател на Главния съвет на Пловдивския департамент. През 1879 г. е избран за депутат в Първото областно събрание на Източна Румелия. Избран е за подпредседател, а след това и за председател на Върховното градско съдилище. Участва в делегацията за обяснение на причините за Съединението при руския император Александър III. Назначен е за окръжен управител на Сливен. От 1 януари 1895 г. до пенсионирането си е директор на пловдивския клон на Българска народна банка.
Негов син е революционерът Михаил Герджиков. По Великден (13 – 15 април) на 1912 г. в дома му в Пловдив се провежда конгресът на VII революционен Одрински окръг.
Умира през 1912 г.